# Braun
Die Farbe Braun bezeichnet ein stark abgedunkeltes Orange oder Rot. Bekannte braune Farbmittel sind Van-Dyck-Braun, Sepia, Rötel, Umbra und Ocker.

## Farblehre

Beide Farbflächen haben den RGB-Farbcode #D18600 ≈ orange; der Eindruck braun des oberen Kreises entsteht dadurch, dass das umgebende Grau einen niedrigeren Helligkeitswert suggeriert als das „helle“ Schachbrettfeld, das sich im Schatten befindet

Farbmetrisch wird eine Farbe als Braun bezeichnet, wenn sie durch Abmischen von Rot mit Grün (Rötel) oder von Rot mit Grün und Schwarz (Umbra) entstanden ist. Braun ist eine gebrochene Farbe. Die als Braun bezeichneten Töne nehmen einen vergleichsweise großen Bereich in Farbräumen ein. So gibt es etwa die grobe Unterteilung in Gelb-, Gold-, Rot- und Schwarzbraun. Braun gehört zu den Tertiärfarben und andererseits zu den Naturfarben.
Die Farbgruppe der Brauntöne umfasst Farbtöne zwischen Neutralgelb und Weinrot bei einer Helligkeit unter 50 %. Die Sättigung für die roten Brauntöne liegt bei etwa 30 % und etwa bei 70 % für Gelbtöne. Gelbtöne schlagen schneller in eine als eigenständig empfundene Farbnuance um, während gebrochene Rottöne bei gleichem Schwarzanteil noch als Dunkelrot empfunden werden. Braun in seiner Vielfalt lässt sich entsprechend mit einer breiten Palette von Farbmitteln ermischen. Eine Tertiärfarbe, in der der Anteil der warmen Farbmittel überwiegt, führt zu den Brauntönen.

## Sprachliches

### Germanische Sprachen
Das deutsche Wort „braun“ geht auf ein indogermanisches Farbwort *bher (vgl. altindisch ba-bhrú ‚rot‘ oder ‚braun‘) zurück und hat Entsprechungen in allen nord- und westgermanischen Sprachen (altsächsisch, althochdeutsch und altenglisch brūn, altisländisch brūn-n, neuenglisch brown, niederländisch bruin, schwedisch brun usw.). Im Gotischen (der einzigen ostgermanischen Sprache, von der ein größerer Korpus erhalten ist) ist das entsprechende Adjektiv (*brūn-s) nicht bezeugt, dies dürfte aber der spärlichen Überlieferung geschuldet sein, namentlich dem Umstand, dass die Farbe Braun im gesamten Neuen Testament nicht vorkommt, und somit auch nicht in der Wulfilabibel, dem bei weitem umfangreichsten Schriftzeugnis dieser Sprache. 
Auf der idg. Wurzel *bher beruhen die Bezeichnungen einiger brauner Tiere in vielen indogermanischen Sprachen, dazu zählen im Deutschen der Bär und der Biber. Ein wahrscheinlicher außergermanischer Kognat ist griechisch Φρύνη (phrȳ́nē) ‚Kröte‘.
Bis in das 18. Jahrhundert wurde als „braun“ bisweilen auch ein dunkler Violettton bezeichnet. In dieser Bedeutung findet sich das Adjektiv mehrfach bei Luther, und auch die „braunen Nächte“, von denen in der deutschen Barockdichtung häufiger die Rede ist (so etwa in Melchior Vulpius’ Kirchenlied „Hinunter ist der Sonne Schein / Die braune Nacht bricht stark herein“, EG 467) beschreiben keinen Braunton, sondern die blau- bis violettschwarze Farbe der tiefsten Dämmerung. Dieser heute obsolete Sprachgebrauch erklärt sich wohl nicht durch Bedeutungswandel, vielmehr handelt es sich hier um ein gänzlich anderes Wort, das auf lat prunus, „Pflaume“, zurückgeht; es handelt sich also um ein etymologisch nicht verwandtes Homonym.

### Romanische Sprachen
In den romanischen Sprachen stellen sich die Bezeichnungen für Brauntöne wesentlich vielgestaltiger dar. Das Lateinische verfügte wohl über kein dem Germanischen entsprechendes grundlegendes Farblexem; fuscus, die hierfür wohl noch gängigste Vokabel, wurde auch für graue und schwärzliche Farben verwendet, bedeutete also ebenso wie seine Reflexe in den heutigen romanischen Sprachen (italienisch fosco, spanisch hosco) allgemein so viel wie „dunkel, finster“. Diese lexikalische Lücke wurde erst im Mittellateinischen durch die Wortschöpfung brunneus geschlossen, das eine Anleihe aus dem Germanischen darstellt. Es ist denkbar, dass dieses neue Wort schon im Vulgärlatein der Spätantike durch germanische Söldner eingebracht und in der gesamten Romania verbreitet wurde – erstmals ist es im 6. Jahrhundert als brunus bei Isidor von Sevilla gebucht. Das germanische brun ist als Lehnwort bereits im Altprovenzalischen und Altfranzösischen vorhanden; modern lebt es in französisch brun, italienisch bruno sowie rumänisch brun fort. Im Spanischen und im Portugiesischen finden sich dazu allerdings keine Entsprechungen.
Über Adjektive, die auf die Farbe der Kastanien (bzw. der Esskastanien oder „Maroni“) verweisen, verfügt jede romanische Sprache jeweils in doppelter Ausführung: französisch châtain und marron, italienisch castano und marrone, spanisch castaño und marrón, portugiesisch castanho und marrom, rumänisch castaniu und maro. Der Gebrauch auch der jeweiligen Kognaten divergiert dabei in den Einzelsprachen teils erheblich.
Im Französischen und Italienischen haben châtain bzw. castano ein recht eng begrenztes Anwendungsfeld und werden fast ausschließlich zur Bezeichnung einer braunen Haar- oder Fellfarbe, besonders der Fellfarben der Pferde, und allenfalls noch der Augenfarbe von Lebewesen eingesetzt. Dagegen sind französisch brun und marron allgemeinere Sammelbezeichnungen für allerlei Brauntöne. Dabei ist brun der althergebrachte Oberbegriff, marron hingegen eine recht junge Entlehnung aus dem Italienischen, die erst im 18. Jahrhundert allgemein gebräuchlich, aber sehr rasch naturalisiert wurde, jedenfalls keineswegs als Fremdwort wahrgenommen wird. Im heutigen Sprachgebrauch begegnen die beiden Wörter mittlerweile ähnlich häufig und sind weitestgehend synonym, also in den meisten Fällen austauschbar – mit einer signifikanten Ausnahme: Als Bezeichnung einer bräunlichen Haar- oder Hautfarbe begegnet marron selten bis nie. Im Italienischen sind bruno und marrone gleichfalls allgemein gebräuchlich und weitgehend synonym, wobei sich in der allgemeinen Umgangssprache in jüngster Zeit auch hier das Gewicht merklich zu Gunsten von marrone verschiebt. In der traditionsreichen Fachsprache der Malerei gilt hingegen nach wie vor bruno als der richtige Ausdruck.
Auch im Spanischen setzt sich marrón zusehends als Leitbegriff durch, allerdings nicht im gesamten spanischen Sprachraum. Das Wort gelangte erst im frühen 20. Jahrhundert und nicht aus dem Italienischen, sondern auf dem Umweg über das Französische ins Spanische. Es ist heute zumindest in Spanien fast vollständig naturalisiert, das Diccionario de la lengua española de la Real Academia Española markiert es aber auch noch in seiner jüngsten Ausgabe ausdrücklich als Gallizismus. Im kontinentalen Spanischen hat es als üblichstes Farblexem für alle Brauntöne das ältere, seit dem 10. oder 11. Jahrhundert gebräuchliche castaño verdrängt, das im Spanischen allerdings weiterhin nicht wie in anderen Sprachen auf Haar-, Fell- und Augenfarben beschränkt ist. In das amerikanische Spanisch ist marrón jedoch nicht vorgedrungen, dort wird als Allgemeinbegriff für „braun“ neben castaño in der Regel café verwendet.

### Slawische Sprachen
Im Russischen ist die gebräuchlichste Bezeichnung für Brauntöne коричневый (koričnevyj), für „zimtfarben.“ Auf die indogermanische Wurzel *bher geht im Russischen eine Bezeichnung брынӗт̆ (brynĕṯ) für ‚weiß oder gelb schimmernd‘ zurück.

### Japanisch
Kuchiba (jap. 朽葉, wörtlich „verwelkte Blätter“) ist ein bräunlicher Farbton, der durch Mischung von Gardeniengelb mit Grau-Rot entsteht.

## Symbolik

### Politik

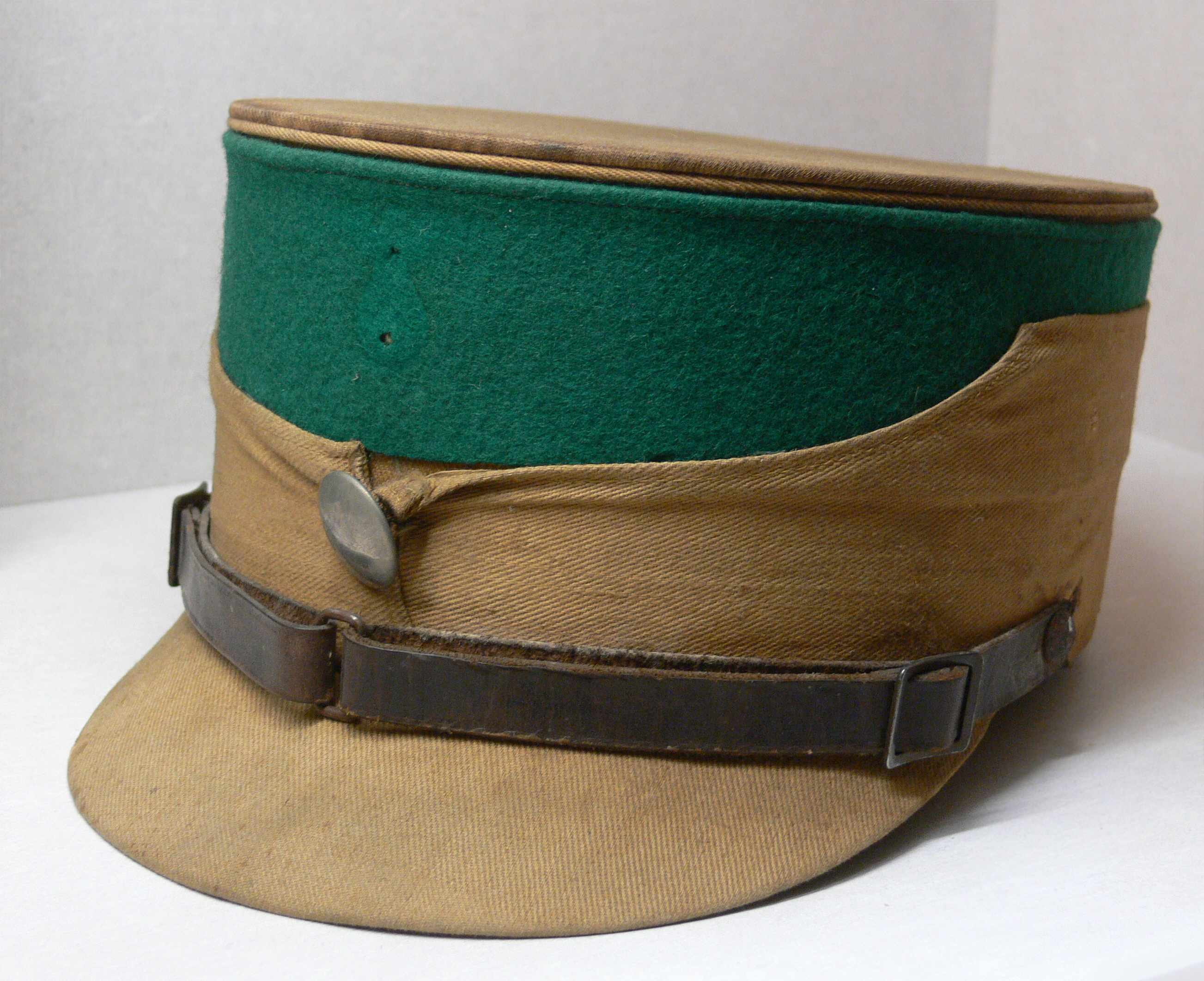
Braune Schaftmütze der SA (Mützenadler entfernt)

- In der Heraldik zählt Braun nicht zu den eigentlichen heraldischen Farben, es wurde erst später den heraldischen Tinkturen zugeordnet.

- Als politische Symbolfarbe steht Braun historisch für den Nationalsozialismus.[14] Die braune Farbe fand spätestens ab 1925 einheitlich für die Hemden der SA-Uniform („Braunhemden“) Verwendung.[15] Dabei wurde Braun als Symbol für die Verbundenheit mit dem Boden gebraucht.[16] Die Uniformfarbe wurde zur Kennfarbe. Das „Braune Haus“ war von 1930 bis 1945 in München die Parteizentrale der NSDAP. Darauf fußend wird die Farbe im politischen Spektrum für Neonazismus und in neuerer Zeit für die extreme Rechte verwendet.[17] Beispielsweise wurde im (roten) Berlin-Friedrichshain dem Grünen Weg am 25. Oktober 1933 der Name Brauner Weg gegeben. Dies führte dann ab Frühjahr 1945 zum (inoffiziellen) Namen Roter Weg. Die Farbe wurde zunehmend allgemein für den Nationalismus gesetzt: ein antifaschistisches Komitee veröffentlichte kurz nach Hitlers Machtergreifung 1933 das Braunbuch über Reichstagsbrand und Hitler-Terror.

### Weiteres
- „Sonnenbraun“ als Bräunung der Haut gilt heutzutage in westlichen Kulturen als positiv besetzt. Zu Beginn des 20. Jahrhunderts noch galt gebräunte Haut vor allem für Frauen jedoch als unschön, weil die Haut durch ständige Sonnenstrahlung austrocknet und frühzeitig altert. Daher war das Schönheitsideal über Jahrtausende hinweg weiße Haut, heute manchmal abfällig als „vornehme Blässe“ bezeichnet. Sonnenbräune ist heute fast eine Art Statussymbol, mit dem man vorzeigen kann, dass man genug Muße und Geld besitzt, um in den Urlaub zu fahren oder in der Sonne zu liegen.
- In der Mode bezeichnen braune Farben nach der Farbtypenlehre die Erdtöne.

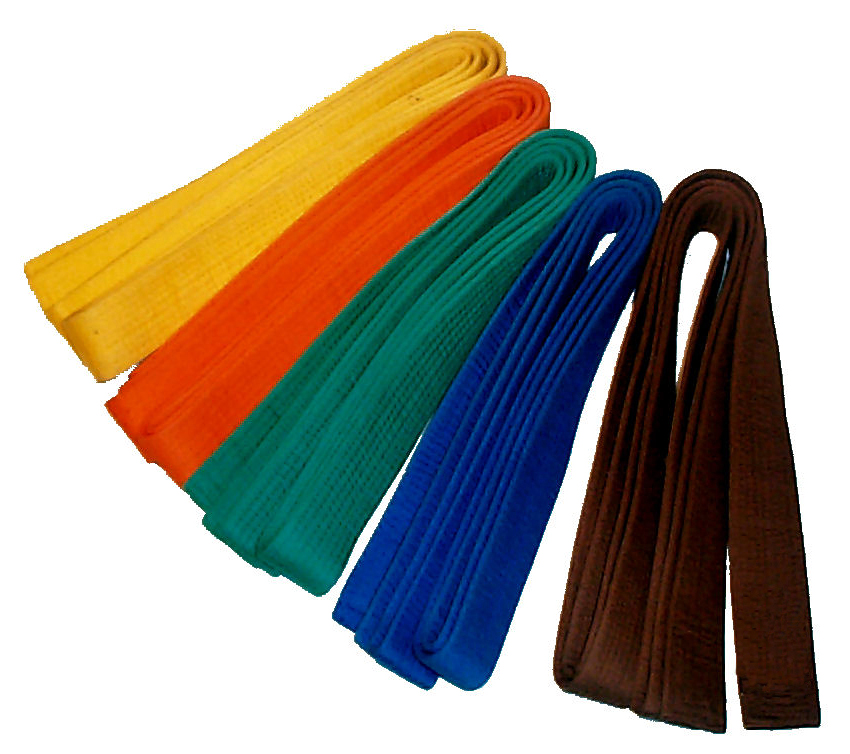
Budo-Gürtel in den Farben der fünf Schülergrade (五級).

- In vielen Kampfkünsten wie Jiu Jitsu, Jūdō und Karate wird ein Gürtel (帯 Obi) als Teil der Kampfsportkleidung (稽古着 Keikogi) getragen. Der braune Gürtel repräsentiert den Kenntnisstand des Budoka und ist den oberen und höchsten Schülergraden (Kyū-Grade) vorbehalten.
- In der Elektrotechnik wird die Farbe Braun als Kennfarbe bei der Isolierung von Drähten (siehe Kennzeichnung vieladriger Leitungen und Leiteranzahl) und bei der Farbkodierung auf Widerständen unter anderem für die Ziffer "1" verwendet.
- Gasflaschen werden mit den RAL-Farben braun und kastanienbraun markiert, beispielsweise für Acetylen und Helium.
- Bei der Eisenbahn wurden braune Anstriche oft verwendet, da sich ihr Erscheinungsbild bei Verschmutzung insbesondere mit Bremsstaub wenig ändert. Zur Länderbahnzeit waren Reisezugwagen dritter Wagenklasse mehrerer Bahnen braun angestrichen. Bei Güterwagen waren und sind Anstriche in verschiedenen Brauntönen sehr verbreitet. In der Schweiz wurden Elektrolokomotiven und Diesellokomotiven zeitweise braun angestrichen, bei älteren Lokomotiven der BLS AG ist dies heute noch der Fall. Ab Mitte der 1930er bis Anfang der 1960er Jahre wurden die meisten Fahrzeuge der Ferrovie dello Stato Italiane in den Farben Castano (Kastanienbraun) und Isabella (Isabellfarben, ein helles Braun) lackiert, der Castano-Isabella-Farbgebung; in den 1960er Jahren wurde dies zu einem einfarbig kastanienbraunen Anstrich vereinfacht, der um 1970 von grau und anderen Farbtönen abgelöst wurde. Auch die Norges Statsbaner verwendeten bis in die 1980er Jahre einen braunen Anstrich, die Diesellokomotiven NSB Di 4 sind heute noch so lackiert.